# PLEX
Programming Language for Exchanges (PLEX), ett Ericsson-utvecklat Pascal-liknande språk för att skriva applikationer som exekverar i AXEs processorer. Plex, som utvecklades under 1970-talet, finns i två varianter, Plex-C för Centralprocessorn, CP, Plex-M för de regionala processorerna, RP.